# Jacob Jensen
Jacob Jensen (* 29. April 1926 in Kopenhagen; † 15. Mai 2015 in Virksund, Skive Kommune) war ein dänischer Industriedesigner. Bekannt geworden ist er unter anderem mit Arbeiten für Bang & Olufsen und durch eine Einzelausstellung 1978 im Museum of Modern Art.

## Biografie

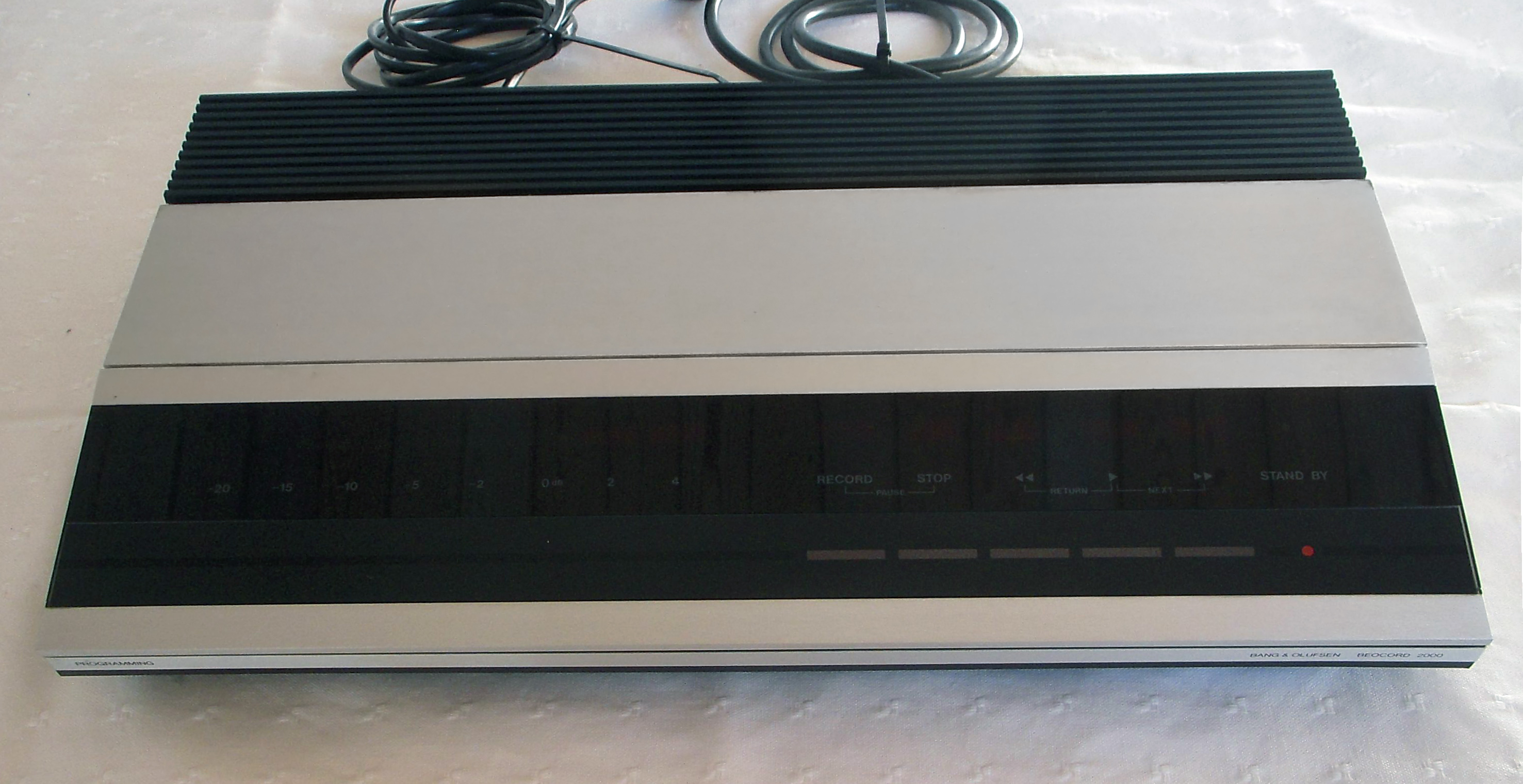
Kassettenrekorder B&O Beocord 2000

Jensen wuchs als Sohn eines Polsterers im Kopenhagener Viertel Vesterbro auf. Er verließ nach dem siebten Schuljahr die Volksschule. 1948 wurde er an der Königlich Dänischen Akademie der Schönen Künste in Kopenhagen in der Abteilung für Möbeldesign angenommen. Dort lernte er nach den Designmethoden von Kaare Klint, einem Vertreter des Funktionalismus, und Hans Wegner. Er verließ die Schule 1952 mit der Spezialisierung auf Industriedesign. Von 1952 bis 1958 war er bei dem ersten dänischen Industriedesignstudio angestellt und wurde 1954 zu dessen Leiter. 1958 gründete er sein eigenes Designstudio mit dem Namen „Jacob Jensen Design“ in Frederiksberg mit acht Angestellten. Da ihm der Verwaltungsaufwand des Studios zu groß wurde, zog er mit zwei Angestellten weiter nach Jyllinge. Dort entwickelten sie für General Electric ein Designkonzept, das die Firma aber nicht verwendete. Dieses Konzept wurde später von Bang & Olufsen (B&O) übernommen. Er war von 1959 bis 1961 als Assistant Professor für Industriedesign an der University of Illinois at Chicago tätig.
Jensen war dreimal verheiratet und hatte fünf Kinder, sein Sohn Timothy Jacob Jensen übernahm später die Leitung seiner Designfirma.

## Werk
Jacob Jensen hat über 500 Produkte designt, z. B. Radios, Uhren, Telefone, Waagen, Küchen, Brillen und Rauchmelder. Für Gaggenau Hausgeräte war er als Chefdesigner tätig. Einige seiner Designarbeiten sind in die ständige Sammlung des Museum of Modern Art, New York und in die Sammlung Arkiv for Dansk Design des Designmuseums Danmark in Kopenhagen aufgenommen worden.
Auf der Basis des Citroën XM entwarf er den Jensen One, dieses Auto wurde jedoch vermutlich nur einmal gebaut. Das einzige existierende Exemplar wurde am 3. November 2020 bei einer Auktion in Bad Oldesloe für 30.000 Euro von einem Autohändler ersteigert.

## Ausstellungen (Auswahl)
- 1978: Design for sound by Jacob Jensen, Museum of Modern Art, New York[4]
- 2007: Generations – Jacob Jensen Design, Skive Kunstmuseum[10]

## Auszeichnungen (Auswahl)
- iF Design Award: 28 Auszeichnungen für Jacob Jensen Design zwischen 1967 und 2019.[11]
- red dot design award: 16 Auszeichnungen für Jacob Jensen Design[12]
- Aufnahme in die Liste der „Großen Dänen“ des dänischen Außenministeriums.[13]

## Bildergalerie

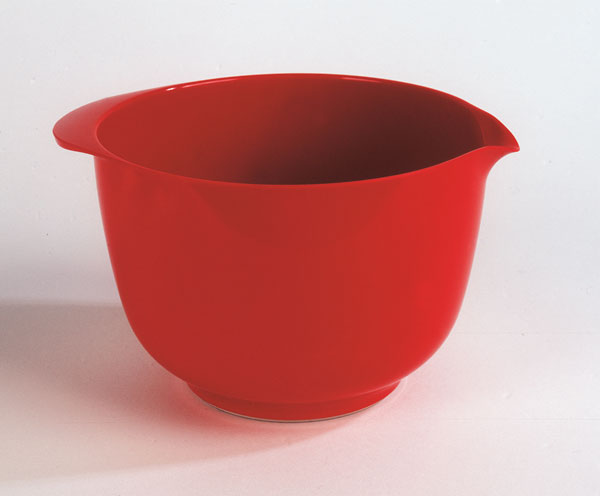
Schüssel Rosti Margrethe Bowl (1950)
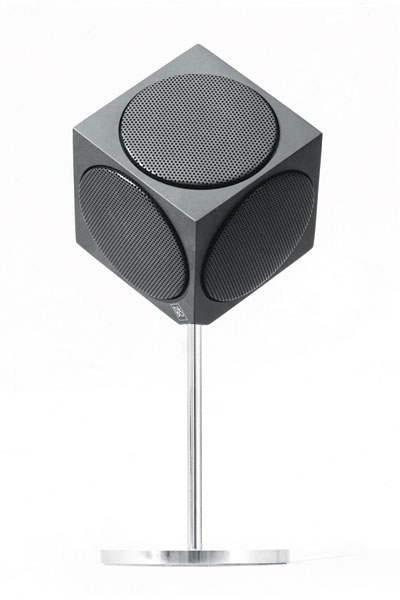
Lautsprecher B&O BeoVox 2500 Speakers (1967)
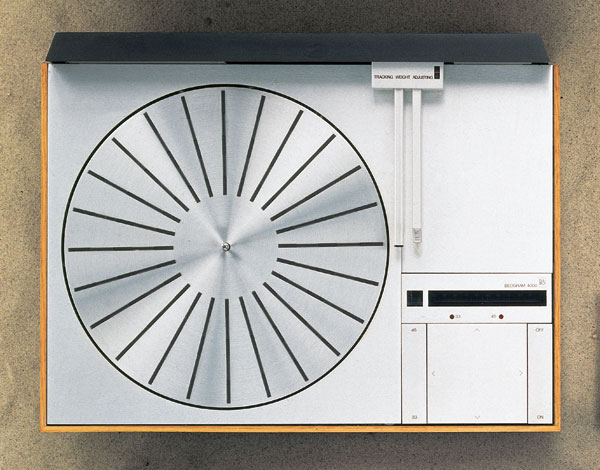
Schallplattenspieler B&O Beogram 4000 (1972)
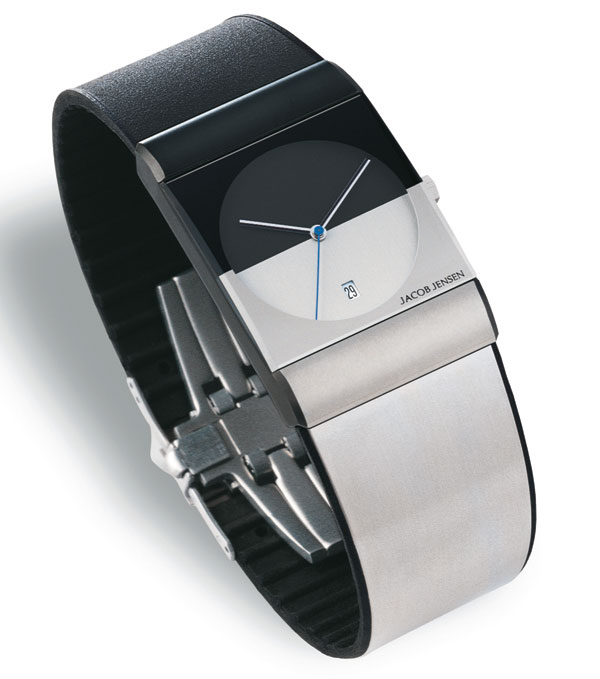
Armbanduhr JACOB JENSEN™ Classic 510 (1986)
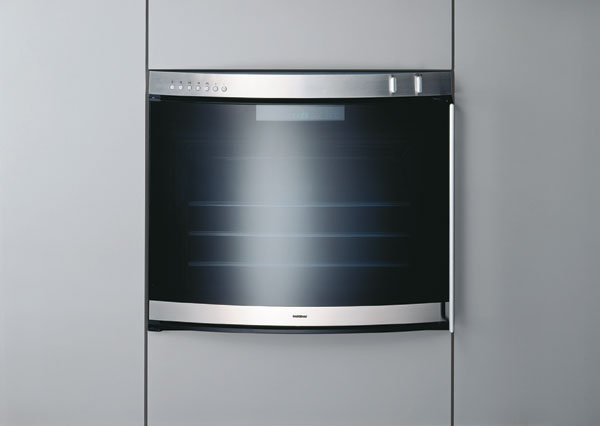
Einbauherd Gaggenau EB900 (1993)
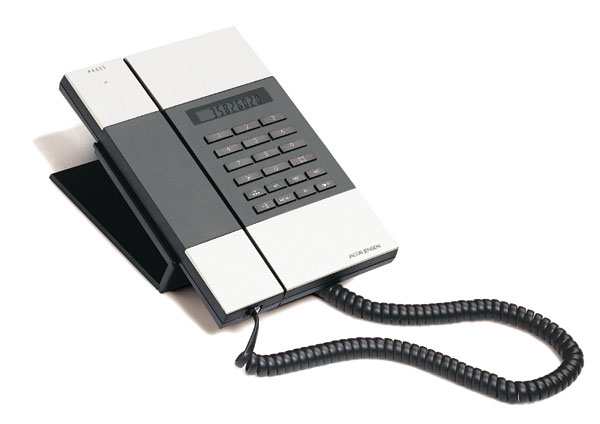
Telefon JACOB JENSEN™ T3 Telephone (1994)
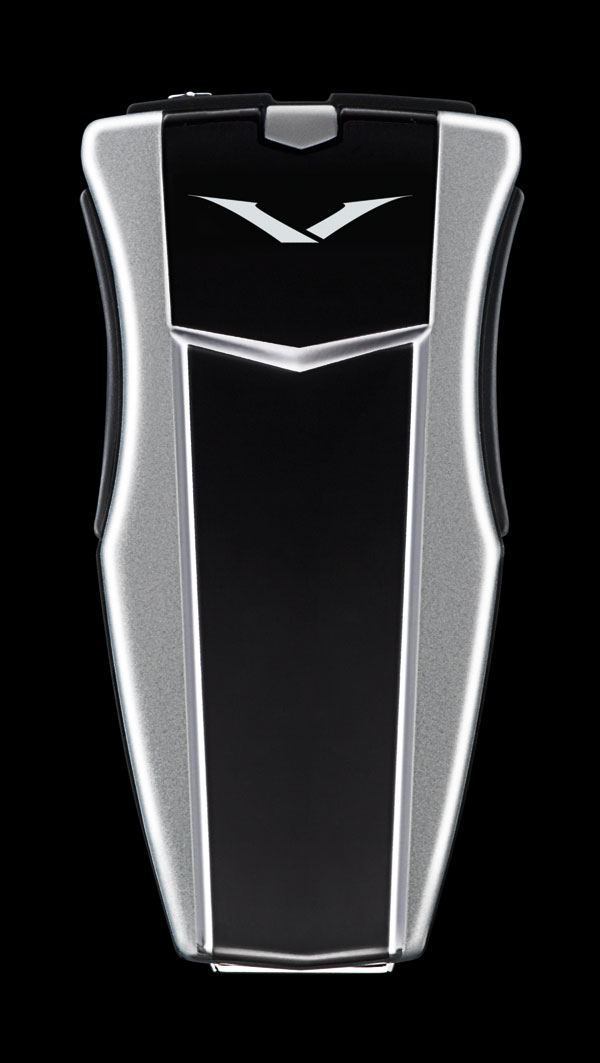
Vertu Aerius Bluetooh Headset (2006)
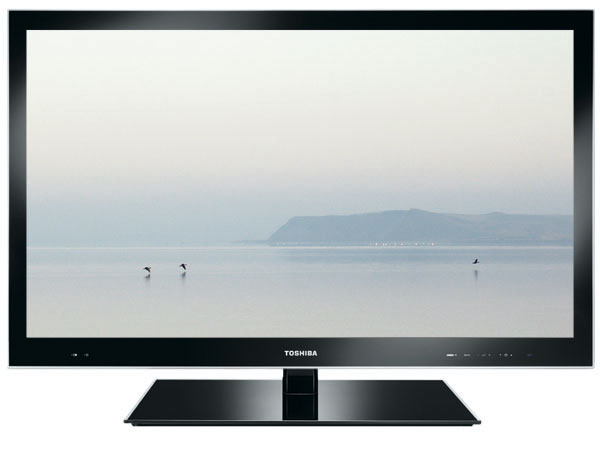
Fernsehgerät Toshiba VL748 (2010)
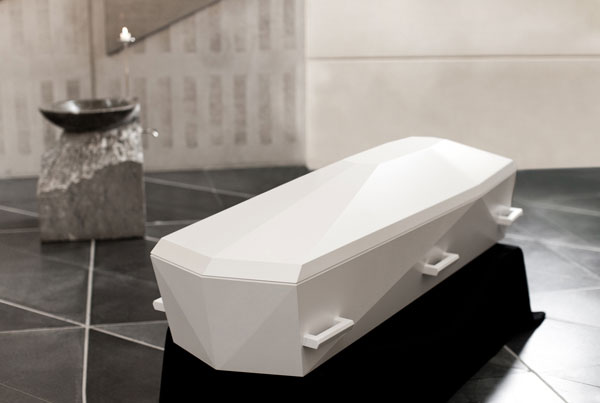
Sarg Tommerup Kister Diamant 32 Coffin (2010)